# Arakain

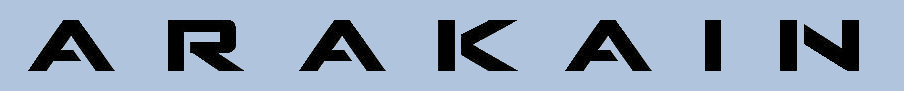
Antiguo logo de Arakain

Arakain es una banda checa de heavy metal fundada en Praga, Bohemia Central, 1982 por el vocalista Aleš Brichta. Se convirtió en el líder de la banda y fue así hasta el año 2002. Después de su salida de la banda fue reemplazado por Petr Kolar, y finalmente, desde el 2005 Jan Toužimský. La formación de los otros miembros de la banda cambió de manera que desde el año 1982, dejando sólo el guitarrista Jiří Urban. La banda es una de las más influyente del heavy metal en dicho país. Los miembros fundadores del grupo fueron el vocalista Aleš Brichta, el guitarrista Jiří Urban y el baterista Miroslav Nedvěd.

## Historia

### Formación (1982–1984)
Arakain se funda en la primavera del 1982, cuando la banda se disuelve Apad, Aleš Brichta, un nuevo guitarrista Jiří Urban y el baterista Miroslav Nedvěd crean el nuevo proyecto. Fue más tarde se integra el guitarrista Rudolf Rožďálovsky y el bajista Oldřich Maršík. Todos los miembros la banda desde el principio son influenciadas por bandas como Iron Maiden, Judas Priest, Saxon, y otros miembros de la Nueva ola del heavy metal británico (NWOBHM). Tocaron su primer concierto en la Casa de la Cultura de Praga. Esto fue seguido por otras actuaciones, especialmente en los bailes.

### Primeras giras (1984–1988)
En 1984, la banda sufre un cambio de formación por parte de los guitarristas y bajistas, estos cambios se integran Miloň Sterner y Vaclav Jezek.

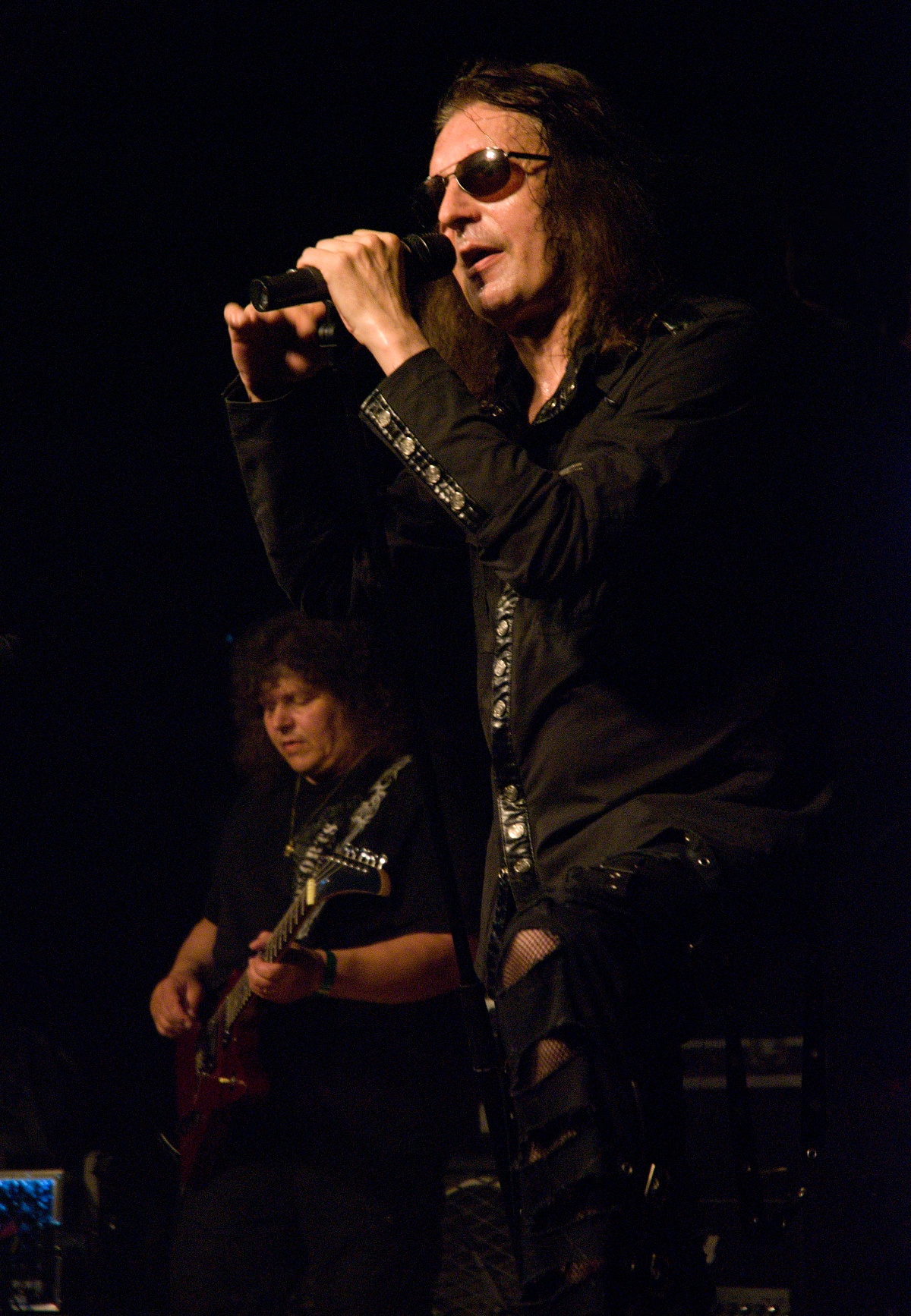
Aleš Brichta cantante, miembro y fundador de la banda.

La banda comienza un tour suavemente con bandas como Venom y Slayer, bien conocido por su concierto Countess Bathory.
En 1985 llega el guitarrista Marek Podskalský, como reemplazo del grupo en estos dos años es interpretada por Lucie Bílá. En 1986, Karel Jenčík reemplaza la batería por el bajo a los pocos meses, fue reemplazado por Zdeněk Kub y luego Miroslav Mach alterno a Marka Podskalského.
En la primavera de 1988, viene el baterista Robert Vondrovic, que era más técnico que Karel Jenčík, y le dio un montón de nuevo estilo de thrash metal a la banda.

### Cambios de formación,Thrash the TrashySchizofrenie(1988–1991)
En la primavera de 1989, una banda más profesional, lleva al cabo unas giras de rock en Unión Soviética, Checoslovaquia y Polonia. En el mismo año reemplaza al guitarrista Miroslava Macha por Daniel Krob.
A finales de 1989, Robert Vondrovic deja la banda y Stephen Smetacek se integra a la banda, en el mismo período que la banda regresó después de la salida de Daniel Krob por Kreyson Miroslav Mach.
A principios de 1990, basado en el tercero SP (Short Play), y posteriormente, el primer álbum de estudio "Thrash the Trash" recaudando aproximadamente 120.000 CD vendidos. Seguidamente lanzan un LP (Long Play) en 1991, titulado "Schizofrenie". Se integra el baterista Marek Žežulka.

### History Live,Black JackySalto Mortale(1992–1995)
En 1992 la banda aparece en la portada para el concierto de aniversario Lucerně °10 y el mismo año publicó dos álbumes; "History Live" y "Black Jack". En 1993 siguió el álbum "Salto Mortale". 1994 el álbum "Thrash the Trash" aparece remasterizada en versión inglés llamado "Thrash!". En 1995, la banda grabó el álbum "Legends", el álbum tuvo una límite de creación alrededor de 1980 discos, agotándose de stock, lo cual recibe un disco de oro (más de 30 000 track). Luego, la banda firma un contrato con Popron music y una gira muy exitosa en Eslovaquia y República Checa, entre ellos varios grandes festivales donde encabezada la banda.

### S.O.S.,Apage SatanasyFarao(1996–1999)
En 1996, la banda lanza S.O.S. En 1997 se celebra el aniversario n.°15 de la banda. Se lanza un álbum de compilación: 15 Vol. 1 y 15 Vol. 2. En 1998, lanzan uno de sus lanzamientos más raros "Apage Satanas", lo cual fue categorizado por los mismos miembros. Posteriormente en 1999, se lanza el décimo álbum de la banda llamado "Farao".

### (2000–2005)
En marzo de 2002, Alex y el resto de la banda decidió cancelar su viaje. En 15 de mayo de 2002, la banda organiza un Mega-concierto en Lucerně por los 20 años. Después de un breve periodo de tiempo la banda encuentra un nuevo cantante Petra Koláře, que había previamente Brichta dijo que tomaría su lugar.
En 2005, el cantante Petr Kolář deja la banda, y tomó su lugar Jan Toužimský, y Petr Kolář reemplaza a Kamila Střihavky en el musical Excalibur. En esta ocasión, el baterista Marek Žežulka deja la agrupación y continuaría en la banda Divokej Bill.

### Warning!yHomo Sapiens..?(2005–presente)
En 2005, comienza el casting de bateristas. Por lo tanto, la banda buscó baterista cooperación Čechomor Romana Lomtadze. El álbum de estudio "Warning!" se lanza en el otoño de ese mismo año, nuevamente el Disco de Oro, (cuarta placa de oro). Más tarde aparece el baterista Lukáš "Doxa" Doksanský, lo cual toma su posición definitiva.
En 2011 se lanza "Homo Sapiens..?" en el 1 de marzo. En este álbum la banda realiza la gira más larga de su carrera, aproximadamente casi unos 3 meses e incluyendo de 30 conciertos en República Checa y Eslovaquia. En 2012, la banda celebra 30 años de su existencia continua. En el otoño del 2013, la banda anunció la primera tour en el Thrash Club Tour, el cual se debe incluir 20 conciertos en República Checa y Eslovaquia.

## Miembros
| - Jan Toužimský – voz (2005–presente) - Jiří Urban – guitarra rítmica (1982–presente) - Miroslav Mach – guitarra eléctrica (1990–presente); (1986–1988) - Zdeněk Kub – bajo (1986–presente) - Lukáš "Doxa" Doksanský – batería (2005–presente) | - Aleš Brichta – voz (1982–1991) - Petr Kolář – voz (1991–2005) - Rudolf Rožďalovský – guitarra eléctrica (1982) - Miloň Šterner – guitarra eléctrica (1984) - Marek Podskalský – guitarra eléctrica (1985) - Daniel Krob – guitarra eléctrica (1989) - Oldřich Maršík – bajo (1982) - Václav Ježek – bajo (1984–1985) - Miroslav Nedvěd – batería (1982–1985) - Karel Jenčík – batería (1986) - Robert Vondrovic – batería (1988–1989) - Štěpán Smetáček – batería (1990) - Marek Žežulka – batería (1991–2004) |

## Discografía
| Álbumes de estudio | Álbumes de estudio | Álbumes de estudio | Álbumes de estudio |
| Año                | Álbum              | Sello discográfico |                    |
| ------------------ | ------------------ | ------------------ | ------------------ |
| 1990               | Thrash the Trash   | Supraphon          |                    |
| 1991               | Schizofrenie       | Supraphon          |                    |
| 1992               | Black Jack         | Monitor            |                    |
| 1993               | Salto Mortale      | Popron music       |                    |
| 1994               | Thrash!            | Popron music       |                    |
| 1995               | Legendy            | Popron music       |                    |
| 1996               | S.O.S.             | Popron music       |                    |
| 1998               | Apage Satanas      | Popron music       |                    |
| 1999               | Farao              | Popron music       |                    |
| 2001               | Forrest Gump       | Popron music       |                    |
| 2002               | Archeology         | Popron music       |                    |
| 2003               | Metalmorfoza       | Popron music       |                    |
| 2005               | Warning!           | Sony BMG           |                    |
| 2006               | Labyrint           | Sony BMG           |                    |
| 2009               | Restart            | 2P Production      |                    |
| 2011               | Homo Sapiens..?    | 2P Production      |                    |
| 2014               | Adrenalinum        | Popron             |                    |
| 2016               | Arakadabra         | 2P Production      |                    |

SP's
- 1988 – "Excalibur/Gladiátor"
- 1989 – "Proč?/Amadeus - rockmapa 1"
- 1989 – "Ku-Klux-Klan/Orion - rockmapa 13"
- 1991 – "Schizofrenie/Iluzorium"

Álbumes en vivo
- 1992 – "History Live"
- 2000 – "Gambrinus Live"
- 2007 – "XXV Eden"